# Kilianshof
Kilianshof ist ein Gemeindeteil der Gemeinde Sandberg im unterfränkischen Landkreis Rhön-Grabfeld in Bayern.

## Geographische Lage
Das Kirchdorf liegt nordöstlich von Sandberg mit einer Höhenlage von 562 m ü. NHN  auf einem Geländesattel zwischen dem Küppelchen (602 m) nördlich und dem Feldberg (570 m) südlich.
Die Staatsstraße 2288 führt an Kilianshof vorbei und verbindet die abgelegene Ortschaft mit Sandberg (3 km) und Bischofsheim (6 km).

## Geschichte
Über die Umstände der Gründung von Kilianshof ist wenig bekannt. Verschiedene Quellen setzen das Gründungsjahr auf vor 1680, auf 1690, beziehungsweise auf 1695 an. Der Name des Ortes leitet sich von der Waldabteilung ab, in der der Ort entstand. Der Name der Waldabteilung lautete ursprünglich „Kilbigs-(Kilmanns)kopf“. Die erste Nennung des Ortes als „Kilianshof“ erfolgte in einer Rechnung aus dem Jahr 1709.
Die 1975 begonnene Flurbereinigung war 1995 beendet.

## Religion
In der Ortslage befindet sich die 1871 errichtete katholische Filialkirche St. Kilian.